# Otto Kipp
Otto Kipp (* 4. November 1903; † 30. Mai 1978) war ein deutscher kommunistischer Widerstandskämpfer gegen den Nationalsozialismus, Spanienkämpfer, Häftling im KZ Buchenwald und Direktor des Energiekombinats Halle.

## Leben
Kipp besuchte die Volksschule und nahm eine Berufsausbildung auf. Er trat in die Kommunistische Partei Deutschlands (KPD) ein und engagierte sich gegen den aufkommenden Nationalsozialismus. Nach der Machtübertragung an die NSDAP wurde er in „Schutzhaft“ genommen. Im Jahre 1937 folgte er dem Ruf der Komintern und beteiligte sich am Kampf der deutschen Internationalen Brigade in Spanien gegen die Franco-Putschisten. Nach militärischen Auseinandersetzungen wurde er gefangen genommen und danach ins Zuchthaus Zwickau überstellt. 1938 wurde er im KZ Buchenwald eingeliefert und in den Häftlingskrankenbau eingewiesen, wo er als stellvertretender Kapo eingesetzt wurde. Hier beteiligte er sich am illegalen Häftlingswiderstand. Für die kommunistischen Häftlinge der Region Ostsachsen organisierte er die Parteiorganisation. Kipp berichtete, wie der SS der Seuchenblock 61 abgerungen wurde, um dort jüdische Kinder unterzubringen, wo die Jungen verhältnismäßig sicher waren und bescheiden medizinisch versorgt werden konnten. Laut einem Bericht jugoslawischer Häftlinge unterstützte u. a. Otto Kipp die jugoslawischen Kameraden mit allen zur Verfügung stehenden Mitteln. Kipp beteiligte sich auch an der Beschaffung von Ausgangsmaterialien für die Herstellung von Brandflaschen. Am 6. April 1945 gehörte er zu den 46 Antifaschisten (u. a. auch Eugen Kogon), die von der SS liquidiert werden sollten, was verhindert werden konnte, indem diese Personen versteckt werden konnten.
Als die NS-Herrschaft beseitigt war, betätigte sich Kipp am Aufbau der Volkswirtschaft und wurde u. a. Direktor des VEB Energiekombinat Halle/Saale.